# Zvezdara
Zvezdara (serbisch-kyrillisch Звездара) ist ein Stadtbezirk von Belgrad. Er befindet sich südöstlich der Altstadt am gleichnamigen Berg.
Zvezdara umfasst eine Fläche von 32 km² und hat 132.621 Einwohner.

## Name
Der Name Zvezdara stammt vom serbischen Wort zvezda für „Stern“. Benannt wurde der Stadtteil nach der 1887 erbauten Sternwarte (serb. zvezdarnica). Auf dem Stadtwappen findet man die sieben Sterne, die das Sternbild des Kleinen Bären bilden. Der 1940 entdeckte Asteroid (1700) Zvezdara trägt seit 1980 den Namen des Stadtbezirks.